# Nyckelstenen i Sigtuna

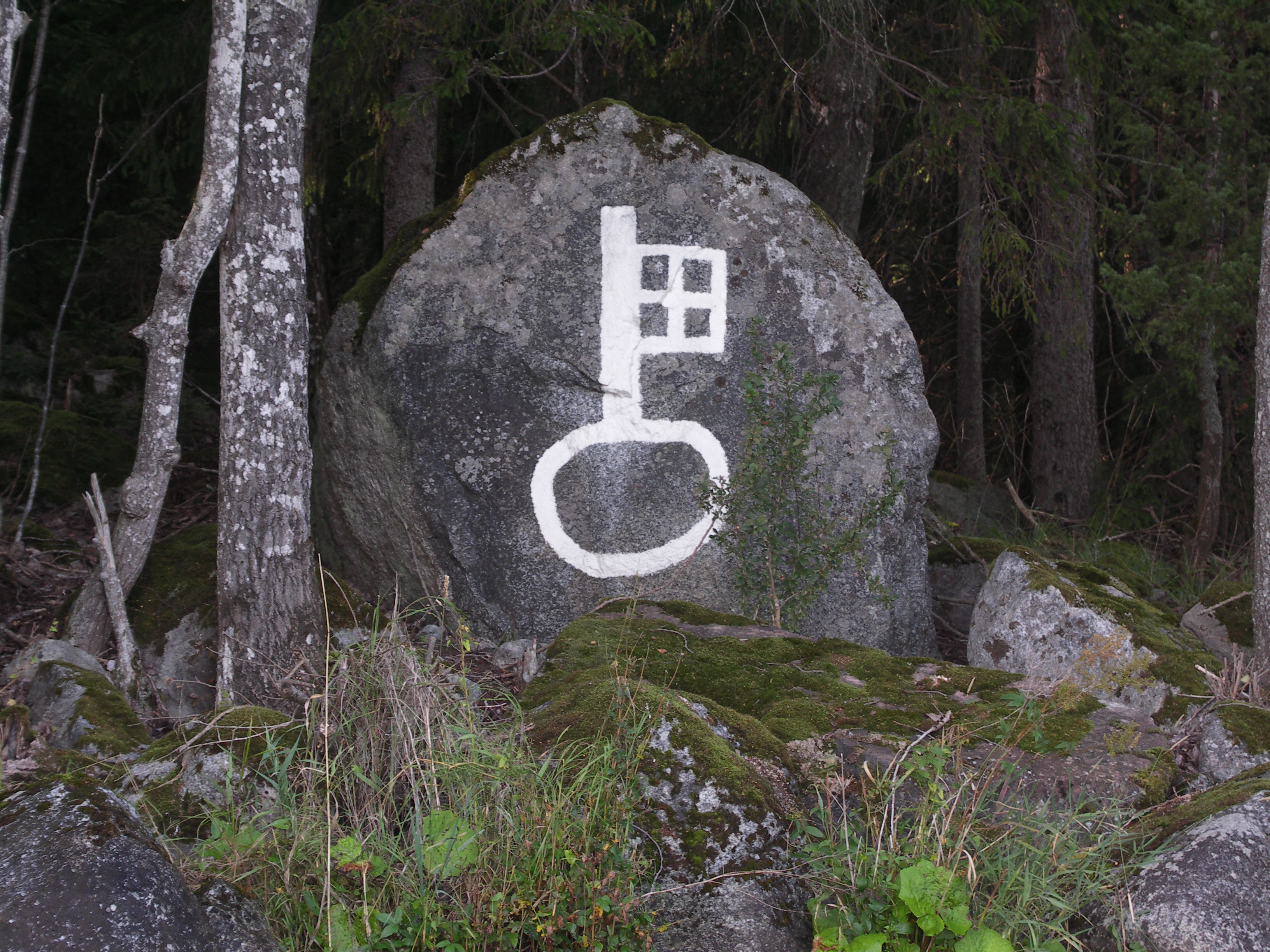
Nyckelstenen.

Nyckelstenen i Sigtuna är ett flyttblock vid Mälarens strand, cirka en halv mil från Sigtuna, och som är omnämnd i flera nedtecknade sägner kring härjningen av Sigtuna 1187.
En sägen pekar på att nyckeln till Mariakyrkans portar skall ha tappats i närheten av stenen under härjningen 1187. En annan menar att när Sigtuna förstördes tog rövarna med sig kyrko- eller kordörrarna som var av silver, vilka skall förvaras i en kyrka i Novgorod. Nycklarna skall "Ryssarne" ha kastat i Skarven.
En annan saga berättar att nycklarna till stadsportarna lades i en urholkad stock vid flyttblocket och att denna sedan flöt med strömmen till den plats som blev Stockholm.
Stenen omtals första gången av Martin Aschaneus 1612 i då han nämner en udde som han säger "hafr kallaz Sigtuna Nykell". Ashaneus sade "Een part säija nu, och kalla Sigtuna Nykel, thenn ytersta vdd, under konungzmarken frå skålgrund, in mot Tofuesäter... thett är grunden til dett taalet, at ditt synes Sigtuna Tornar på Leeden, och Sädan intet så ment han nu läser ögonsynen till, för Sigtuna". Under denna tid var sägnen ännu inte spridd.
Nyckelstenen finns avbildad i Suecia Antiqua et Hodierna efter en teckning gjord 1695. Där sägs bara kort att Nyckelstenen ligger nära de gamla göternas kungasäte Sigtuna och är berömd för den märkliga form som naturen givit den. Stenen avbildades på nytt i Georg Wallins Sigtuna stans et cadens (1729-32). Han nämner kort stenen och dess påmålade nycklar, men inget om dess sägner. Johan Fischerström skriver i Beskrifning om Mälaren 1785 "att inbilningen ser nycklar vara uthuggne". Stenens målade nycklar hade då bleknat bort, och kunde inte längre iaakttas. Sägnen om nyckelstenen som platsen där nyckeln till Mariakyrkans portar skall ha tappats beskrivs första gången i A H Wistrands Sigtuna det forna och det närvarande (1847). Då hade stenens plats sedan länge glömts bort. Stenen "återupptäcktes" 1966 av Jan Peder Lamm, den hade då senast varit imålad 1922 eller 1923. Jan Peder Lamm har antagit att stenen, som ursprungligen markerat farleden in till Sigtuna hetat "Mykil steen" ("Den stora stenen"), något som senare förvanskats till nyckelstenen och med tiden gett upphov till sägnen.